# Trobadordichtung

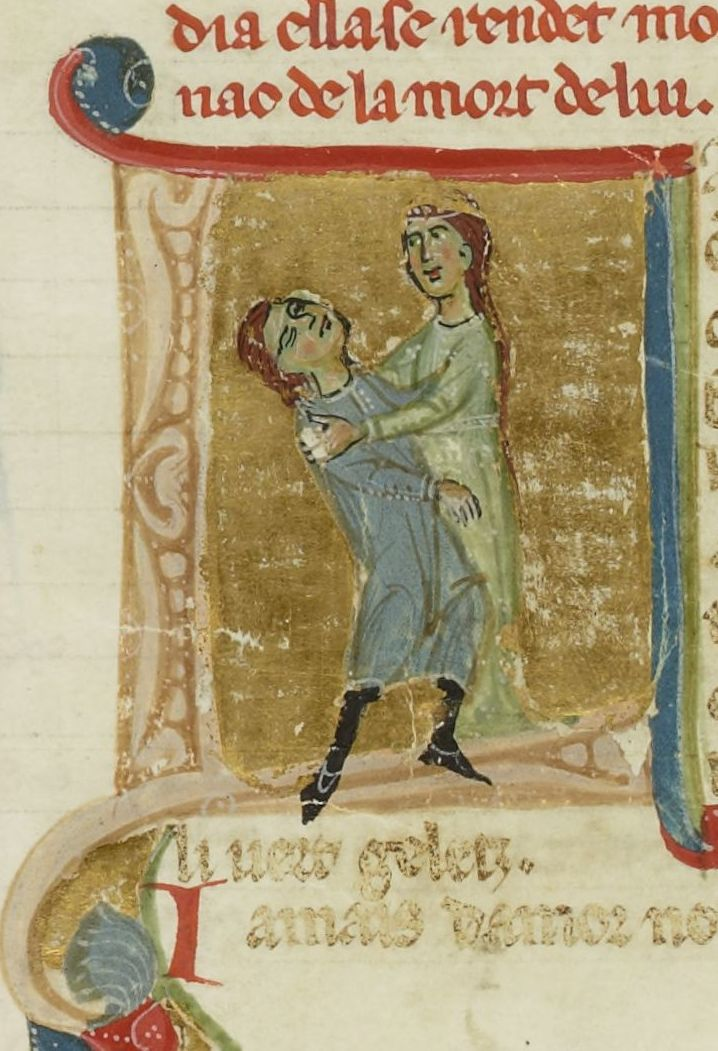
Der Tod des Trobadors Jaufre Rudel, MS Paris, B.N.F. fonds français 854, f. 121v

Als Trobadordichtung oder Troubadourdichtung bezeichnet man die altokzitanische Sangesdichtung der südfranzösischen Trobadors, die zum Ausgangspunkt des mittelalterlichen Minnesangs auch in den übrigen Ländern Europas wurde.

## Vorläufer
Bereits in den ältesten erhaltenen Trobadortexten vom Ende des 11. Jahrhunderts, den Liedern Wilhelms IX. von Aquitanien, tritt die Trobadordichtung als eine sprachlich, formal und inhaltlich erstaunlich hochentwickelte Liedkunst auf. Bis auf die galicisch-portugiesische Sprache, die etwa gleichzeitig eine ähnliche lyrische Tradition wie das Okzitanische entwickelte, finden sich in den übrigen romanischen Volkssprachen hierfür keine vergleichbaren Parallelen oder Vorstufen, soweit schriftliche Zeugnisse für romanische Dichtung aus dieser frühen Zeit überhaupt erhalten sind. Auch die lateinische Tradition, in der besonders das Kloster Saint-Martial bei Limoges und die dort gepflegte musikalische und literarische Kultur von manchen Gelehrten als wegbereitend für die Entstehung der Trobadordichtung betrachtet wurde, bietet zweifellos wichtige Anknüpfungspunkte, kann das Phänomen der Trobadordichtung aber insgesamt nicht vollständig erklären. Bedeutender ist wahrscheinlich der Einfluss der hispano-arabischen Dichtung an den Höfen Andalusiens zu gewichten, wiewohl sie inhaltlich keine höfische Dichtung war. All dies wird in der Forschung aber weiterhin kontrovers beurteilt und diskutiert und zählt auch nicht zu den besonders gut erforschten Fragen der Romanistik.

## Sprache
Die Sprache der Trobadordichtung deckt sich mit keiner der Dialektvarianten des Altokzitanischen. Es handelt sich vielmehr um eine literarisch-poetische Kunstsprache (Koine), für die als Basis wahrscheinlich das Okzitanische der Region Limousin, mit Hauptstadt Limoges, anzunehmen ist und in der gesuchte Wörter aus verschiedenen Dialekten überregionale Verbreitung erlangen und neben Lehnbildungen und absichtsvollen Neuprägungen stehen. In der Sonderform des trobar clus (verschlossenes, dunkles, schweres Dichten, als Gegenbegriff zu trobar leu, leichtes Dichten) zeichnen die Lieder mancher Trobadors sich durch ein hohes Maß an primär sprachlicher und sekundär auch rhetorischer Verrätselung aus.

## Aussprache
In der Aussprache der Trobadordichtung kann der heutige Leser sich enger als beim Französischen an der Schreibung der Texte orientieren. Deutsche Sprecher müssen besonders beachten, dass der Wortakzent in der Regel auf der letzten betonten Silbe des Wortes und der Satzakzent auf dem letzten Wort der Aussage liegt. Wer modernes Französisch gut spricht, wird es nicht ganz leicht finden, sich eine vergleichsweise „deutsche“ Aussprache anzugewöhnen und nordfranzösische Nasalierungen zu vermeiden oder abzuschwächen sowie am Wortende unbetonte Silben und auslautende Konsonanten mitzusprechen.
- Die Aussprache der Vokale e und o richtet sich nach der Herkunft aus dem Lateinischen: wo e aus lateinisch i, langem e oder oe entstanden ist, ist es geschlossen (wie in deutsch „See“) auszusprechen, bei Entstehung aus kurzem e oder ae ist die Aussprache dagegen offen (wie in deutsch „Bär“). Ebenso ist o geschlossen auszusprechen (wie in deutsch „hohl“), wo es aus u oder langem o entstanden ist, offen dagegen (wie in deutsch „Loch“) bei Entstehung aus kurzem o.
- Der Vokal i ist im Anlaut wie dsch- auszusprechen, bei intervokalischer Stellung ebenfalls wie -dsch- oder -j-.
- Der Vokal u ist, anders als im Altfranzösischen, zumeist noch als u und nicht als ü auszusprechen, besonders als erstes Element eines Diphthongs und im Auslaut.
- Der Konsonant c ist vor den dunklen Vokalen a, o und u hart als k auszusprechen, vor den hellen Vokalen e und i dagegen als ts. Die Schreibung ch ist tsch auszusprechen. Die Schreibung qu ist vor dunklen und hellen Vokalen gleichermaßen k auszusprechen.
- Der Konsonant g ist vor den dunklen Vokalen (a, o, u) hart als g-, vor den hellen Vokalen (e, i) dagegen weich als dsch- auszusprechen. Wenn g vor hellen Vokalen trotzdem hart g ausgesprochen werden soll, wird in der Schreibung ein u eingeführt (gue, gui), das in der Regel, besonders bei ursprünglich germanischen Wörtern, auch in der Aussprache noch als u mit Tendenz zu w anklingt.
- z ist zwischen Vokalen und nach Konsonant als stimmhaftes s auszusprechen
- Der Konsonant l ist in den Schreibungen gl, lh, ill oder ll jeweils mouilliert auszusprechen wie lj (mit Tendenz zu lch). Ebenso der Konsonant n in den Schreibungen nh, gn oder ign mouilliert wie nj (mit Tendenz zu nch).

## Formkunst
Die Trobadordichtung ist charakterisiert durch eine hochentwickelte Reim- und Strophentechnik, die in ihrer Komplexität und Artifizialität über mögliche Anknüpfungspunkte in der lateinischen Dichtung weit hinausgeht und prägenden Einfluss auf die Dichtung in allen übrigen Sprachen Westeuropas ausgeübt hat.
Die einzelne Strophe (cobla, von lateinisch copula) bindet Verse von gleicher Länge (isometrische Strophe) oder von ungleicher Länge (heterometrische Strophe) nach einem vom Trobador festgelegten Schema von End- und manchmal (besonders bei heterometrischen Strophen) auch Binnenreimen, das dann von Strophe zu Strophe gleichartig wiederholt (Isostrophie) und wahlweise mit gleichen oder verschiedenen Reimen gefüllt wird. Wechsel des Schemas von Strophe zu Strophe (Heterostrophie) ist unüblich bzw. begründet als Sonderform die Gattung Descort. Besonders in der Liebesdichtung weist die Einzelstrophe ein bereits bei Wilhelm begegnendes und bei den nachfolgenden Trobadors dann zunehmend verbreitetes internes Bauprinzip auf, das die Verteilung der Reime und – bei heterometrischen Strophen – der Verslängen, aber auch den syntaktischen Bau und die inhaltliche Füllung gliedert und in der musikalischen Komposition seine Entsprechung findet. In der Romanistik ist hierfür der Begriff der Kanzonenstrophe gebräuchlich:
Eröffnet wird die Kanzonenstrophe durch einen zweigliedrigen Abschnitt, der in der von Dante eingeführten lateinischen Terminologie als „frons“ (Stirn) und in der Sprache des deutschen Meistersanges als „Aufgesang“ bezeichnet wird und aus zwei parallel oder spiegelsymmetrisch gebauten „pedes“ („Stollen“) besteht, die musikalisch nach der gleichen Melodie gesungen werden. Der „frons“ folgt die „cauda“ (Schwanz) oder „sirma“ (Schleppe), in der Terminologie des Meistersangs der „Abgesang“, der in seiner Gestaltung freier ist, aber den Bau des Aufgesangs nicht oder nicht exakt wiederholen darf. Dieses Kompositionsprinzip hat in der Folgezeit alle volkssprachlichen Liedkulturen erobert und ist auch im deutschen Kirchen- und Volkslied (z. B. „Ihr Kinderlein kommet“) noch heute sehr verbreitet.
In der Trobadordichtung wird häufig besonderer Wert darauf gelegt, die Folge der Strophen durch die Art der Reimfüllung und durch die Verwendungsweise einzelner Reimwörter zu gruppieren und miteinander zu verknüpfen. Unterschieden werden besonders folgende Techniken:
- coblas unisonnantz: Die häufigste Art der Reimfüllung, bei der in einem mehrstrophigen Lied von Strophe zu Strophe nicht nur das gleiche Reimschema, sondern auch die gleichen Reime beibehalten werden, so dass alle Strophen im Reim „gleichklingend“ sind.
- coblas singulars: mehrstrophiges Lied, bei dem jede Strophe nur das Reimschema wiederholt, es aber jeweils mit neuen Reimen füllt.
- coblas doblas: mehrstrophiges Lied, bei dem jeweils zwei Strophen durch die gleiche Reimfüllung miteinander verknüpft und von den übrigen Strophen abgesetzt sind.
- coblas ternas: wie „coblas doblas“, nur mit Gruppierung von jeweils drei Strophen
- coblas capcaudadas: der Schlussreim einer Strophe bildet den Anfangsreim der darauffolgenden Strophe.
- coblas capfinidas: der Schlussreim einer Strophe wird im Anfangsvers der darauffolgenden Strophe an anderer Stelle im Vers, häufig als Anfangswort, wiederholt
- coblas retrogradadas: Wiederholung einer Folge von Reimen in umgekehrter Reihenfolge
- rims estramps (in der Sprache des Meistersangs „Körner“): strophenübergreifende Verknüpfung mehrerer oder aller Strophen durch den Reim eines jeweils an gleicher Position wiederkehrenden Verses, der innerhalb der Strophe keinen Reimpartner hat.

Ein besonderes Merkmal vieler Trobadordichtungen, das ebenfalls schon bei Wilhelm begegnet und in der vorausgegangenen europäischen Dichtung keine genaue Entsprechung hat, ist die seit dem 13. Jahrhundert so genannte tornada (im 12. Jahrhundert auch fenida und represa genannt, französisch envoi, deutsch Geleit(strophe)). Sie besteht aus ein oder manchmal zwei inhaltlich und formal meist abgesetzten, aber Reime oder Reimwörter des Liedes wieder aufgreifenden Strophen oder Kurzstrophen am Ende des Gedichts, die sich mit einer persönlichen Anrede an die Dame, an eine hochgestellte andere Person oder an den Überbringer (den joglar, der das Gedicht im Auftrag des Verfassers vorträgt) und manchmal auch metatextuell an das Lied selbst wenden und diesem eine begleitende, kommentierende oder pointierende Aussage hinzufügen.
Reimtechnisch ist der männliche Reim (mit betonter Endsilbe) anfangs prädominant, während der weibliche Reim (mit unbetonter Endsilbe) sich erst allmählich ausbreitet und sich noch nicht, wie im Französischen seit dem 16. Jahrhundert üblich geworden, regelmäßig mit dem männlichen abwechselt. Obligatorisch ist der Vollreim, bei dem die Reimwörter mindestens im Tonvokal und allen nachfolgenden Lauten gleich klingen, unter genauer Beachtung auch der Offenheit oder Geschlossenheit der gereimten Vokale, während die Assonanz (Gleichlaut nur des Tonvokals bei möglicher Verschiedenheit nachfolgender Konsonanten) nur vereinzelt als Stilmerkmal gesuchter Volkstümlichkeit begegnet. Die reimende Wiederholung des gleichen Wortes ist verpönt und nur bei pointierter Bedeutungsverschiedenheit, bei der Reimung von Simplex und Compositum und bei der Verwendung als mot refranh (Reimwort mit refrain-ähnlicher Funktion) zugelassen. Allgemein vorherrschend ist die Suche nach 'wertvollen', d. h. seltenen, schwer zu findenden Reimen (rimas caras), was dann besonders in den Spielarten des trobar clus (s. o.) und trobar ric („reiches Dichten“) besondere Blüten treibt.
Die Verknüpfung und Gruppierung der Strophen betonte einerseits den artifiziellen Charakter der Dichtung. Sie bot andererseits auch eine gewisse Absicherung dagegen, dass in der mündlichen und handschriftlichen Verbreitung Strophen des Liedes umgestellt oder weggelassen wurden. Nicht nur in der Findung neuer Reime und Bauformen, sondern auch in der Wiederholung und Variierung bereits vorgegebener Muster, bis hin zur Wiederverwendung einer genauen Folge von Reimwörtern, zeigt sich die besondere Kunstfertigkeit der Trobadors. Solche Anknüpfung, die bei der Wiederholung einer Strophenform in der Regel auch die musikalische Komposition wieder aufgreift (Kontrafaktur), wurde von einigen Trobadors sehr absichtsvoll zur Unterstützung intertextueller inhaltlicher Bezüge zu den Liedern ihrer Konkurrenten oder Vorbilder eingesetzt, wobei sie hierfür offenbar ein zur Würdigung solcher Anspielungen fähiges Publikum von kultivierten Kennern voraussetzen konnten.

## Gattungen
Die Trobadordichtung weist ein breites Spektrum von Gattungen auf, die in der altfranzösischen, altitalienischen und mittelhochdeutschen Dichtung nachgeahmt und weiterentwickelt wurden und eine Art Kanon der höfischen lyrischen Gattungen des Mittelalters ausgeprägt haben. Die wichtigsten Gattungen der Trobadors sind:
- Canso: Die Königsgattung der Trobadors, der fast die Hälfte der erhaltenen Lieder zugeordnet werden können. Inhaltlich ist sie dem Themenkreis der „Hohen Minne“ (fin' amors) verpflichtet und damit Ausdruck der dienenden Verehrung für eine hochstehende und als unerreichbar beklagte, oft als verheiratet erkennbare Dame, die als Herrin (dompna, auch in der grammatisch maskulinen Form midons, von meus dominus) angesprochen, in ihrer Identität verschleiert und nur mit einem Decknamen (senhal) bezeichnet wird. Stilistisch und in der Reim- und Strophentechnik ist die Canso um Angemessenheit an den hohen Gegenstand bemüht, formal mehrstrophig, die einzelne Strophe nach dem Prinzip von Aufgesang (zwei parallele Stollen) und Abgesang gebaut und ansonsten formal nicht festgelegt, am Ende des Liedes häufig von einer Tornada abgeschlossen.
- Sirventes: Schelt- oder Rügelied moralisch oder politisch satirischen Inhalts, das sich allgemein gegen die „Toren“ und „Böswilligen“ und in der Liebesthematik speziell gegen die Gegner der „fin' amors“ oder auch gegen die verehrte Dame selbst richtet, aber auch mit mehr oder minder tagespolitischer und militärischer Thematik besonders in den Kriegsliedern von Bertran de Born und in den Kreuzzugsliedern ausgebildet ist. Formal nicht festgelegt und meist eng an die Canso angelehnt, oft auch durch Übernahme der Bauform einer bekannten Canso entstanden, aber nicht auf den „hohen“ Stil der Canso eingegrenzt.
- Planh (von lateinisch planctus): Totenklage über eine hochgestellte Person, stilistisch und inhaltlich im engen Anschluss an die lateinische Planctus-Tradition, mit Klage über den Verlust des Verstorbenen, Lob seiner Verdienste und Fürbitte für seine Seele, formal ebenfalls an die Canso angelehnt.
- Alba (französisch Aube, deutsch Tagelied): Besingt die Situation der Liebenden auf dem (ehebrecherischen) Beilager beim Morgengrauen, mit der Furcht vor Aufpassern, Neidern und dem eifersüchtigen Ehemann, der Freude über den genossenen Liebesakt und der Klage über den durch den Tagesanbruch (Wächterruf, Vogelsang, Morgenlicht) erzwungenen Abschied. In der Stillage mit einer Tendenz zum Einfachen oder sogar Volkstümlichen, unter Einbeziehung von quasi-szenischen Elementen (Wächterruf und Wächtermonolog, Monologe der Liebenden), in der Reim-, Vers- und Strophentechnik gleichwohl anspruchsvoll in Anlehnung an die Canso und z. T. unter Einbeziehung von formalen Merkmalen des Tanzliedes gebaut.
- Pastorela (auch Pastureta, französisch Pastourelle): erzählt in der Ich-Form von einer jüngst vergangenen Begebenheit in einer frühlingshaft-ländlichen Szenerie, der Begegnung des Ritters mit einer Viehhirtin, seinem Versuch, sie mit Argumenten, Geschenken oder auch Gewalt zum Beischlaf zu bewegen, ihren Einwänden, in denen die Umworbene sich trotz ihres niederen Standes manchmal als geistig und moralisch überlegen erweist, dann der Befriedigung seines Wunsches oder auch der Vertreibung des Ritters durch herbeieilende andere Hirten. Formal an die Canso angelehnt, durchgängig narrativ mit eingebetteten Dialogen gestaltet und im Stil tendenziell burlesk.
- Partimen (joc parti, tenso): verschiedene Arten des Streitgedichts zwischen zwei Sängern, inhaltlich auf Themen der Liebeskasuistik und auch Fragen des richtigen Dichtens ausgerichtet, formal in Anknüpfung an vorgegebene Kanzonenstrophen, in der Ausführung teilweise beeinflusst von der lateinischen Tradition des conflictus.
- Descort (von lateinisch discordia, „Zwietracht“): inhaltlich an der Canso orientierte Liebesklage, die die innere Zerrissenheit des Liebenden durch eine „diskordante“ Form widerspiegelt, nämlich durch den Wechsel der Versmaße und der Strophenformen, als ungleichstrophige Dichtung insofern der lateinischen Sequenz verwandt, oder auch -- in einer durch Raimbaut de Vaqueiras begründeten Sonderform -- durch den Wechsel der Sprache von Strophe zu Strophe.
- Dansa (auch Balada, französisch Ballade): Tanzlieder mit Wechsel zwischen Vorsänger und dem im Refrain einstimmenden Chor bzw. Publikum, formal gekennzeichnet durch den Refrain, der bei der dansa am Strophenschluss und bei der selteneren balada in der Strophenmitte positioniert ist.
- Estampida (französisch Estampie): Mehrstrophiges Tanz- oder „Stampflied“ mit heterometrischem Wechsel langer und kurzer Verse innerhalb der Strophe, die Strophe selbst kann von Strophe zu Strophe variieren oder auch gleich bleiben.
- Retroencha (französisch Rotrouenge): Tanzlied bestehend aus drei bis fünf gleichreimigen Versen mit gleicher Melodie und zweizeiligem Refrain mit neuer Melodie.

Der Widerspruch zwischen dem „hohen“ Liebesideal der Canso einerseits -- das allerdings auch dort nicht immer ganz frei von Untertönen erotischer Handgreiflichkeit besungen wird -- und der Erfüllung körperlicher Liebe in Alba und Pastourelle wird in der Forschung bisweilen so erklärt, dass man es mit einem komplexen System von Gattungen zu tun habe, in dem auch die scheinbar abweichenden Elemente ihre genaue Funktion erfüllten und insofern das System und dessen dominante Norm nicht unterminierten, sondern letztlich stabilisierten.

## Soziales und kulturelles Milieu
Die Lieder der Trobadors, insbesondere Canso und Sirventes, lassen die Person des Verfassers nicht anonymisierend im Dunkeln, sondern stellen ihn und seine nach Maßgabe poetischer Konventionen stilisierte Persönlichkeit selbstbewusst in den Mittelpunkt. Sie dienen dem Erwerb und der Bestätigung sozialer oder, allgemeiner gesagt, öffentlicher Geltung und tendieren insofern dazu, ihr biographisches Subjekt im literarischen Subjekt aufgehen zu lassen. Die seit dem 13. Jahrhundert entstandenen vidas (Kurzbiographien) und die razos, die die Lieder anekdotisch-biographisierend aus einer konkreten lebensgeschichtlichen Situation des Verfassers erläutern, lassen erkennen, dass mindestens in dieser späten Phase literarisches Subjekt und biographische Person gleichgesetzt wurden und das Publikum zum Verständnis der Lieder einer Lebensgeschichte -- oft in Gestalt eines rudimentären Liebesromans -- bedurfte, die dann bei Fehlen oder Versagen anderer Quellen auch aus den Liedern selbst extrapoliert wurde.
Aus den ungefähr hundert Handschriften, die überwiegend erst im 13. und 14. Jahrhundert entstanden sind und ca. 2500 Lieder überliefern, sind ca. 460 Trobadors namentlich bekannt. Zu ihnen gehörten König Alfons II. von Aragon, Herzog Wilhelm von Aquitanien und Vertreter aller höheren und niederen Spielarten des Rittertums, aber auch Kleriker und seit dem 13. Jahrhundert zunehmend Mitglieder des Bürgertums. In ihrer Eigenschaft als Dichter sprechen die Trobadors sich dabei untereinander als Gleiche an, ohne besondere Rücksicht auf Unterschiede des sozialen Standes. In ihrer literarischen Bildung zeigen sie Beschlagenheit in der trobadoresken Dichtung selbst und darüber hinaus mehr oder minder ausgeprägte Vertrautheit mit der antiken lateinischen (besonders Ovid) und mittellateinischen Tradition. Aufgrund ihrer musikalischen Kompositionen – rund 260 Melodien von 44 verschiedenen Dichtern sind in den Handschriften notiert – kann man außerdem eine musikalische Ausbildung annehmen, deren theoretische Grundlagen, ebenso wie grammatisches und rhetorisches Schulwissen, zum Lehrprogramm der Sieben Freien Künste gehörten. Im Übrigen sind auch die Namen von rund 20 weiblichen Liedermacherinnen (im Singular: Trobairitz) überliefert. Diese machten zwar nur einen Bruchteil der Trobadordichtung aus, zeigen aber schon dadurch einen Gegensatz zum rein männlichen Minnesang in Mitteleuropa.
Die auf aristotelisches und neuplatonisches Lehrgut zurückgreifende philosophische oder auch prononciert theologische Überhöhung des trobadoresken Liebeskonzepts, wie sie bei den italienischen Nachahmern Mode wurde, ist bei den okzitanischen Trobadors allerdings noch nicht ausgeprägt. Das Milieu, dem ihre Dichtung entspringt, ist nicht die Schule oder das Kloster, sondern der Hof. Die Bildlichkeit, in die das Verhältnis zwischen dem Liebenden und seiner Herrin gekleidet wird, ist trotz mancher Anklänge an lateinische Liebesdichtung und Liturgie zuallererst das rechtliche Verhältnis zwischen dem Vasall und seinem Lehnsherrn, in dem der Vasall seinem Herrn Dienst und Treue schuldet und dieser ebenso ihm gegenüber zu Treue und Schutz verpflichtet ist. Der vorläufige Verzicht auf die unmittelbare Gewährung weiterer Gunst oder Güter, oft unbestimmt nur als ersehnte 'Freude' (joi) umschrieben, ist nicht Ausdruck religiös begründeter Entsagung, sondern Zeichen der höfischen Tugend der cortezia, zu deren Merkmalen im Übrigen auch die Freigiebigkeit (largueza) gehört, die der Sänger in der Zukunft von seiner Herrin erwartet.